# Schloss Schmiedelfeld

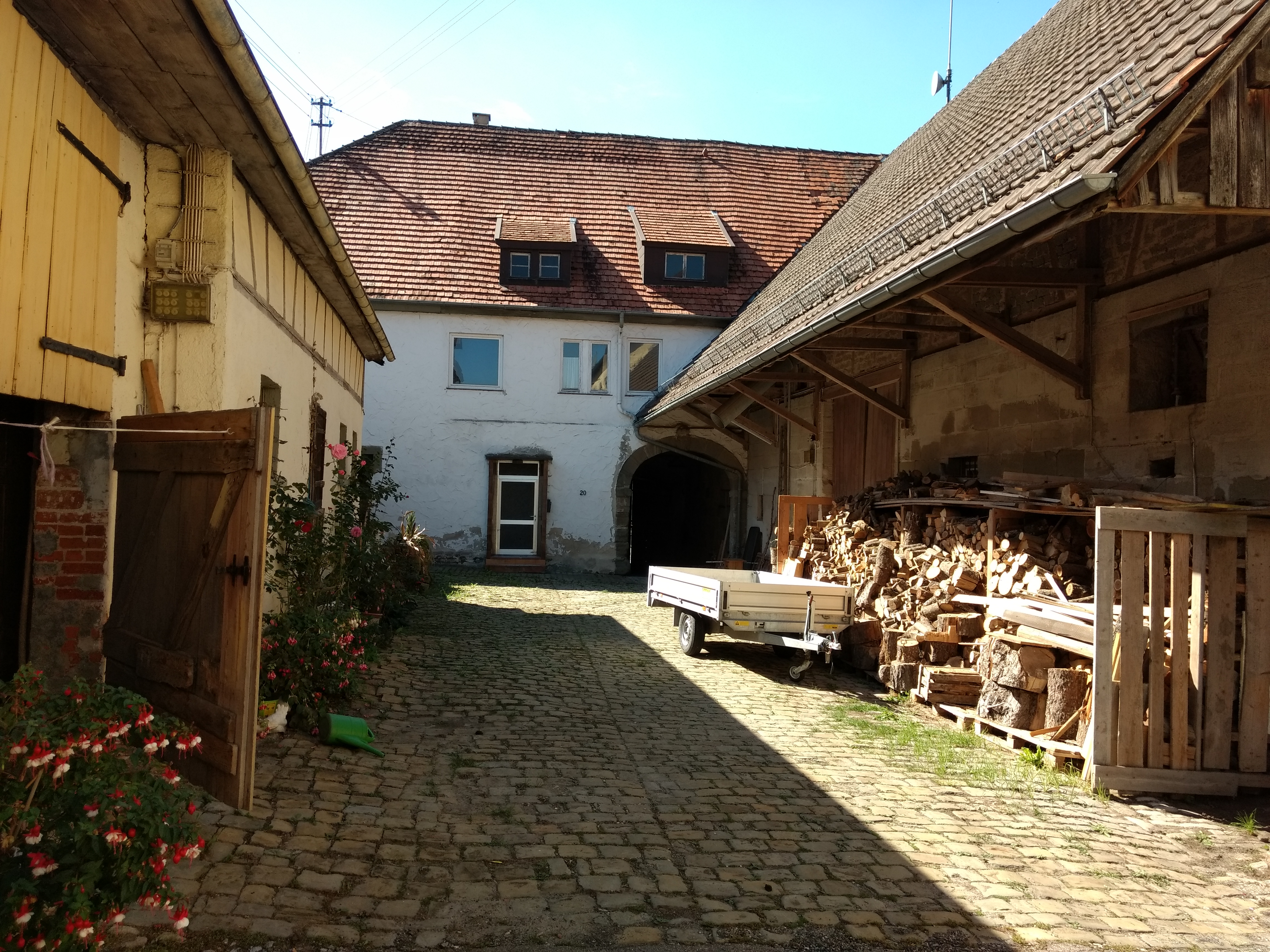
Schloss Schmiedelfeld 2018

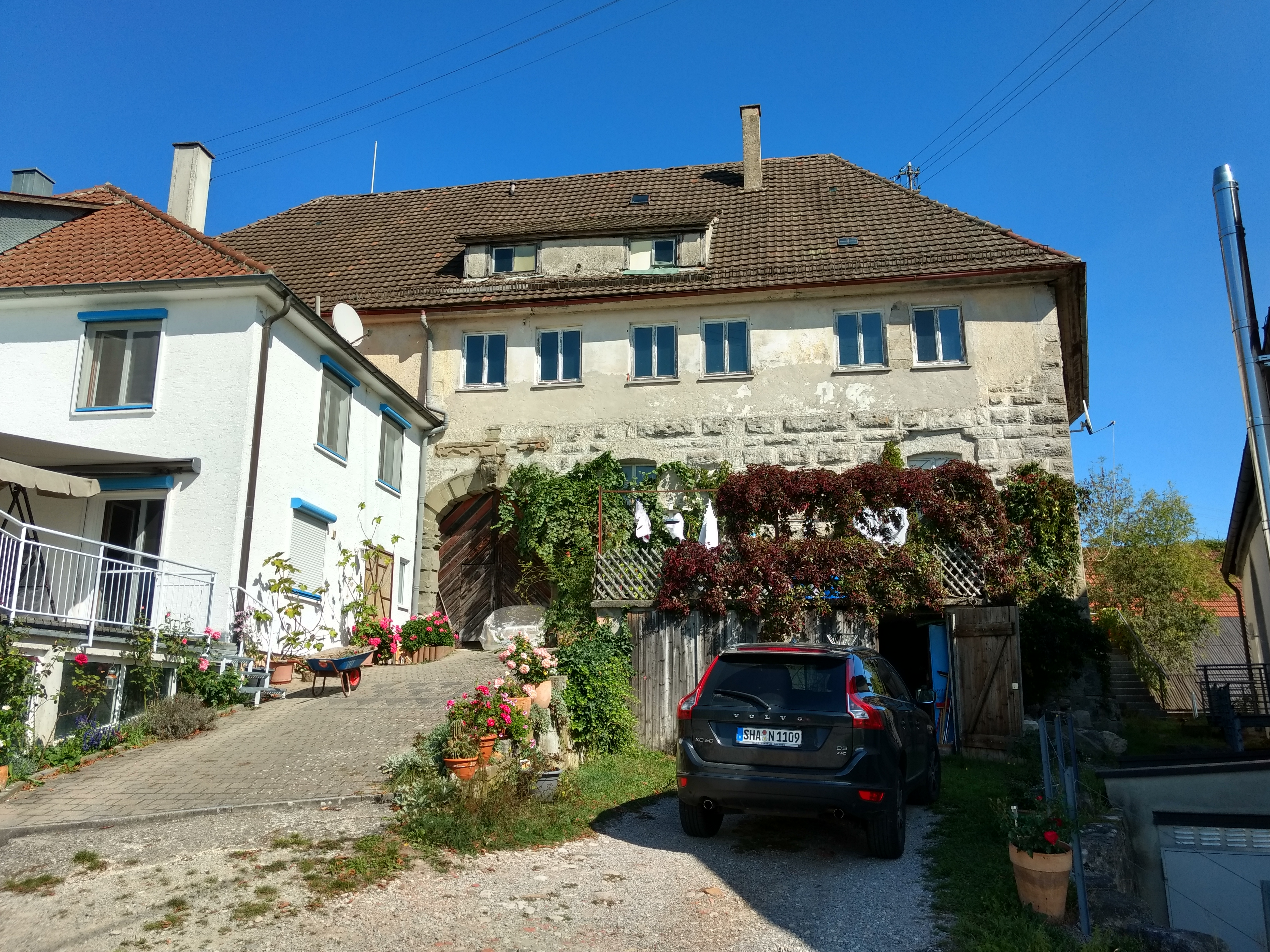
Rückseite

Schloss Schmiedelfeld ist eine ehemalige limpurgische Kleinresidenz am Rande des Kochertales über dem Ortsteil Sulzbach der Gemeinde Sulzbach-Laufen im Landkreis Schwäbisch Hall in Baden-Württemberg.

## Lage
Das ehemalige Schloss steht auf einem von zwei Nebenschluchten eingefassten, südwestlich auslaufenden Bergsporn etwa 100 m über der Mündung des Eisbachs in den Kocher. Bergwärts vom Schloss stehen an der Zubringerstraße einige Anwesen bis hoch zu deren Abzweig von der oberen Kehre der Steigenstraße K 2633, die von Sulzbach hoch den Sporn erklimmt. Sie gehörten zusammen mit dem Schloss bis zur Verwaltungsreform von 1971 zu einer kleinen Altgemeinde, die dann als Schloßschmiedelfeld nach Sulzbach eingemeindet wurde.

## Bau
Das Gebäude ist ein hufeisenförmiger Bau mit zentralem Hof, zu dem von der Bergseite her eine kurze, steile Rampe hochführt, und wird heute als privates Wohngebäude genutzt. An die ursprüngliche Burg aus dem 12. Jahrhundert erinnert nur noch eine langgezogene mittelalterliche Mauer. Talwärts etwas über das Schloss selbst herausragend, steht vor seinem Südeck die ehemalige Schlosskirche aus der Renaissance, heute renoviert und zum Veranstaltungsraum umgewidmet.

## Geschichte
Die ursprüngliche Spornburg wurde im 12. Jahrhundert erbaut. Sie war der Stammsitz der Herren von Schmiedelfeld, einer staufischen Ministerialenfamilie, die im Jahre 1172 mit Siegfried von Smidelfeld erstmals urkundliche Erwähnung findet und 1245 letztmals genannt wird. Die Burg kam später in den Besitz der Grafen von Oettingen, zu Anfang des 14. Jahrhunderts an die Herren von Hohenlohe und um etwa 1400 an die Schenken von Limpurg.
Als die Schenken 1441 ihre Grafschaft teilten, kam Schmiedelfeld zur Gaildorfer Linie. Als sich diese Linie im Jahre 1557 ein weiteres Mal teilte, wurde Schmiedelfeld zur Residenz einer neuen Nebenlinie, die sich ein Renaissance-Schloss neben der alten Burg baute. Diese Linie starb im Jahre 1682 aus, und ihr Besitz fiel an Wilhelm Heinrich von Limpurg-Gaildorf (1652–1690). Nach dessen Tod und langem Erbstreit zwischen seinen Töchtern bzw. Schwiegersöhnen einerseits und seiner Schwester Sophie Eleonore (1655–1722) und deren Mann Vollrat Schenk von Limpurg-Speckfeld (1641–1713) andererseits kamen Schloss und Herrschaft Schmiedelfeld an Sophie Eleonore, die das Schloss von der bisherigen Lehensverbindlichkeit gegenüber der Fürstpropstei Ellwangen befreite.
1739 wurde das Schloss, inzwischen im gemeinsamen Besitz ihrer fünf Töchter, abgebrochen, und an seiner Stelle wurde ein palaisartiger Barockbau errichtet. 1772 wurde der gemeinsame Besitz geteilt, Schmiedelfeld kam an die Gräfin Juliane Franziska Leopoldine Theresie, verwitwete Rheingräfin zu Dhaun-Grumbach, geborene von Prösing. Die Herrschaft, eine von nunmehr sieben aus der ehemaligen Grafschaft Limpurg hervorgegangenen Kleinst-Herrschaften, nannte sich nunmehr Limpurg-Sontheim-Schmiedelfeld. Nach dem Tod der Gräfin erbten ihre Kinder die Herrschaft und verkauften sie 1781 für 375.000 Gulden an Herzog Carl Eugen von Württemberg. Schmiedelfeld wurde Sitz eines württembergischen Stabsamtes. Württemberg unternahm jedoch nichts zur Erhaltung des Schlosses, im Gegensatz zu den daneben liegenden Häusern: Amtshaus, Jägerhaus und Wirtschaftsgebäuden. Schon 1792 wird berichtet, dass es nur noch von einem Aufseher bewohnt war.
1832 verkaufte der württembergischen Staat den gesamten ehemals adligen Grundbesitz mit dem Schloss an die Gemeinde Schmiedelfeld. Noch im gleichen Jahr wurde ein Flügel des Schlosses bis auf das erste Stockwerk abgetragen und zu einer Brauerei umgebaut. Die Schlosskapelle wurde zu einer Gastwirtschaft umgestaltet.

## Schlosskirche

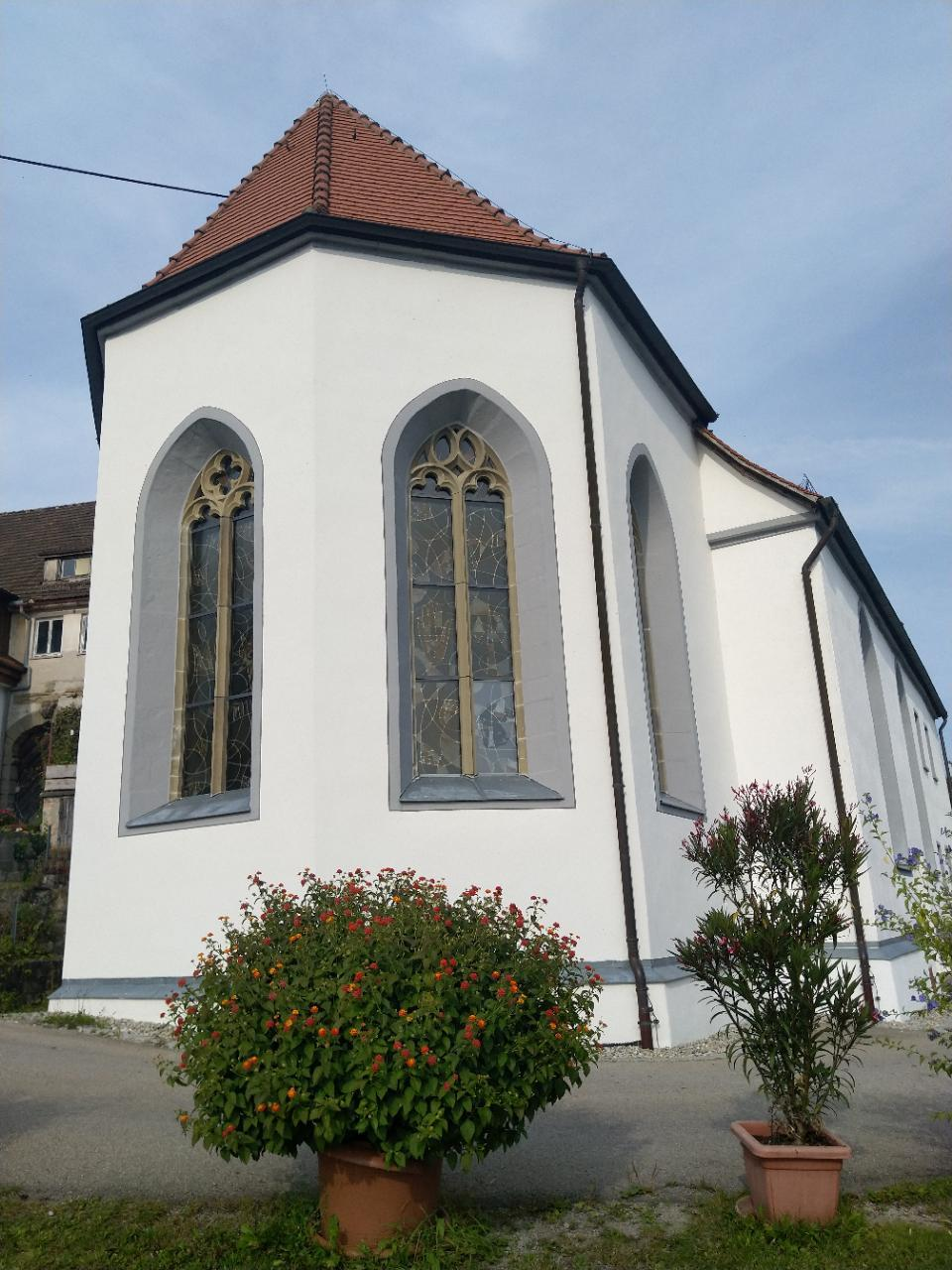
Chor der ehemaligen Schlosskirche

Die ehemalige Schlosskirche ist einer der wenigen Sakralbauten der Renaissance im Landkreis Schwäbisch Hall. Sie wurde 1594/95 von der Schenkin Eleonore gestiftet, der Frau des Schenken Johannes III., und diente als Erbbegräbnis der Linie Limpurg-Schmiedelfeld. Der Bau wurde auf den Umfassungsmauern des gotischen Vorgängerbaus errichtet, von dem auch die spitzbogigen Maßwerkfenster und das Chorgewölbe übernommen wurden. Der romanische Ursprungsbau ist nur im Fundamentbereich nachweisbar. Der Umbau von 1594/95 beinhaltete die Umgestaltung des Innenraums zu einer evangelischen Predigtkirche in der Bauform einer Querkirche, wobei jedoch die Nutzung als Grablege und der damit verbundene Einbau von Epitaphien das Erscheinungsbild des Innenraums mitbestimmten. Die Orgel wurde 1610 von einem bekannten blinden Künstler, Konrad Schott, gebaut.
Der Verkauf und die Profanierung 1837 führten zu erheblichen baulichen Veränderungen, Verunstaltungen und Schäden. Die ehemalige Kirche diente in der Folgezeit als Wohnhaus, Gastwirtschaft und Stall. Unversehrt blieben lediglich das Stuckrippengewölbe im Chor mit seinen figürlichen Gewölbeanfängern und der südliche Teil der Stuckdecke im Schiff.
Im Jahre 1994 erwarb der Heimat- und Kulturverein Sulzbach-Laufen das baufällig gewordene Gebäude. Es wurde in jahrelanger Arbeit mit umfangreichen Eigenleistungen, aber auch mit der Unterstützung des Landesdenkmalamts, des Historischen Vereins für Württembergisch Franken und der Deutschen Stiftung Denkmalschutz, restauriert. Dies umfasste eine Dachsanierung, statische Sicherung, Fassadenrestaurierung und Inneninstandsetzung. Im Sommer 2001 wurde die Schlosskapelle ihrer neuen Bestimmung als kulturelle Einrichtung übergeben.